# Delta Spirit
Delta Spirit is een Amerikaanse band uit San Diego.

## Bezetting
Huidige bezetting
- Jonathan 'Jon' Jameson[2] (basgitaar, achtergrondzang)
- Brandon Young[3] (drums)
- Matthew 'Logan' Vasquez[4] (gitaar, zang)
- Kelly Winrich[5] (meerdere instrumenten)
- William 'Will' McLaren[6] (gitaar, achtergrongzang)
- Sean Walker[7]

## Geschiedenis
Jameson en Young, die reeds eerder samen in verschillende bands hadden gespeeld, besloten in 2005 om samen met hun vriend Sean Walker een band te formeren. Matt Vasques kwam erbij, nadat Young hem 's morgens om twee uur had gezien als straatmuzikant. Delta Spirit nam hun eerste ep I Think I've Found It op in de thuisstudio van Kelly Winrich, die sinds zijn 18e levensjaar bevriend was met Vasques. Winrich voegde zich bij de band nog in het eerste jaar van hun bestaan.
Hun eerste album Ode to Sunshine nam de band op in een hut in de bergen bij San Diego en brachten dit eind 2007 uit onder eigen beheer. Een van de songs op dit album heet Trashcan, omdat zulk voorwerp bij de opname van de song als instrument heeft gediend. Ode to Sunshine verscheen op 26 augustus 2008 met nieuw artwork (op de cover is Winrichs grootoom Dr. Thomas Payne te zien) en een nieuwe versie van de song Streetwalker, deze keer bij Rounder Records. De band was meermaals te zien op de Amerikaanse televisie, waaronder in 2008 in Late Night with Conan O'Brien. In de herfst van 2009 verliet Walker de band.
Het tweede album History from Below verscheen op 8 juni 2010. Als inspiratie voor de albumtitel diende de historicus Howard Zinn. Veel van de songs waren in 2009 tijdens een tournee op hotelkamers gecomponeerd met behulp van een akoestische gitaar. Op 15 november 2010 speelde Delta Spirit in het programma Guitar Center Sessions bij DirecTV een liveconcert en ze gaven presentator Nic Harcourt een interview. Er volgden verdere tv-optredens bij Jimmy Kimmel, Johnny Carson en Jools Holland. De band werkte in 2011 twee tournees af in de Verenigde Staten en een in Europa. William McLaren werd in 2011 lid van de band. Hij had voorheen gespeeld bij de bands The Willowz en Cults. In april 2011 speelde Delta Spirit bij het Coachella Valley Music and Arts Festival in Indio.
In de zomer van 2011 huurden de bandleden een repetitieruimte in Zuid-Californië, die onder andere al was gebruikt door de Cold War Kids, om te werken aan hun derde album. De opnamen vonden plaats in juli van hetzelfde jaar in Woodstock. Het album werd geproduceerd door Chris Coady en uiteindelijk uitgebracht onder de naam Delta Spirit op 13 maart 2012. In augustus 2012 trad de band op tijdens het Lollapalooza-festival in Chicago. Sinds 2013 wonen de bandleden in het New Yorkse stadsdeel Brooklyn. In 2016 bracht Matt Vasquez voor de eerste keer het soloalbum Solicitor Returns uit.
De muziek van Delta Spirit werd in verschillende tv-series gebruikt, onder andere in het tweede seizoen van Sons of Anarchy, in Grey's Anatomy, in de soundtrack van The Walking Dead, in het negende seizoen van American Dad en in Lethal Weapon.

## Discografie
- 2006: I Think I've Found It (ep)
- 2008: Ode to Sunshine
- 2010: History from Below
- 2010: Waits Room (ep)
- 2012: Delta Spirit
- 2014: Into the Wide
- 2022: One is One